# 遊喜一洋
遊喜 一洋（ゆうき かずひろ、1972年3月14日 - ）は、日本の経済学者。京都大学大学院経済学研究科教授。専門はマクロ経済学。経済成長・発展、開発経済学、所得分布、消費・貯蓄についての実証的な研究をしている。

## 来歴
鹿児島県出身。京都大学大学院経済学研究科卒、ロチェスター大学大学院経済学科Ph.D取得。京都大学大学院経済学研究科准教授を経て現職。京都大学公共政策大学院でも教鞭を執っている。所属学会は、American Economic Association。
師匠に、吉田和男（京都大学大学院経済学研究科教授）をもつ。

## 教育活動
京都大学において、ブランシャールのテキストを用いてマクロ経済学の講義を担当している。